# Philonotis gemmascens
Philonotis gemmascens là một loài rêu trong họ Bartramiaceae. Loài này được Müll. Hal. Paris mô tả khoa học đầu tiên năm 1897.